# ポリシーン・パン
「ポリシーン・パン」（Polythene Pam）は、ビートルズの楽曲である。1969年9月に発売された11作目のイギリス盤公式オリジナル・アルバム『アビイ・ロード』に収録された。アルバム『アビイ・ロード』のB面の特徴であるメドレー「ザ・ロング・ワン」（The Long One）の4曲目で、1969年7月に「シー・ケイム・イン・スルー・ザ・バスルーム・ウィンドー」と繋げてレコーディングされた。

## 背景
本作は1968年頃にビートルズのメンバーがインド・リシケーシュで、マハリシ・マヘーシュ・ヨーギーのもとで瞑想修行を行っていた時期に書かれた楽曲で、同時期に書かれた「ミーン・ミスター・マスタード」と同様にレノンは「インドで書いたガラクタの一つ」としている。1968年5月にジョージ・ハリスンの自宅でデモ音源が録音されており、この時の音源は1996年に発売された『ザ・ビートルズ・アンソロジー3』や2018年に発売された『ザ・ビートルズ (ホワイト・アルバム) 〈スーパー・デラックス・エディション〉』に収録された。
本作のモチーフについて、レノンは「とある女性と僕たちを最初にマスコミに露出してくれた、イギリス版のアレン・ギンズバーグともいえる男との思い出。1963年8月のツアー中に会ったんだけど、僕は女連れで、向こうにも僕に会わせたいという女がいた。その女はポリエチレンを身に纏っていると聞いていたけど、本当にそうだった。長靴やキルトは着けてない。あれは僕の捏造だ。ポリ袋の中の変態的なセックス。とにかく曲のネタが欲しかったんだ」と語っている。レノンは、本作をきつめのリバプール訛りで歌っている。ジョージ・ハリスンは、テレビシリーズ『ザ・ビートルズ・アンソロジー』のインタビューで、「僕がこの曲を気に入ったのは、すごくリヴァプールっぽかったからだ。コミカルでありながら、シリアスなところもある曲を書く人間はいなかった。この曲はとても上出来なロックンロール・ナンバーだったけど、明らかにジョークなのに、誰も笑わず、誰もピンときていないと、もどかしくなってくることもある」と語っている。
タイトルの「ポリシーン」は、ポリエチレンの（主にイギリスでの）別称で、「ポリシーン・パン」というタイトルは、キャヴァーン・クラブでライブを行っていた時期の常連客で、ポリエチレンを食していたことから「Polythene Pat」と称されていたパトリシア・ホジットに由来している。レノンが弾くパワー・コードから始まる楽曲で、音楽評論家のイアン・マクドナルドはザ・フーの「ピンボールの魔術師」に触発されたものと推測している。

## レコーディング
「ポリシーン・パン」のレコーディングは1969年7月25日に開始され、「シー・ケイム・イン・スルー・ザ・バスルーム・ウィンドー」と繋げてレコーディングされた。8トラック・レコーダーのトラック1にポール・マッカートニーのベース、トラック2にリンゴ・スターのドラム、トラック3にレノンの12弦アコースティック・ギター、トラック4にハリスンのリードギター、トラック6にレノンとマッカートニーのリード・ボーカルが録音された。ギターソロ中にレノンは「Fab! That's great! Real good, that. Real good ...（イカす！最高じゃん！それほんといい。）」と称賛の言葉を口にしていた。この日にレコーディングされたテイクから、オーバー・ダビング用にテイク39が採用された。
7月28日と30日にスネアドラム、シンバル、タンバリン、EからAに下降し、この2つのキーの間の転調を可能にする5音のエレクトリック・ギター、レノンとマッカートニーのハーモニー・ボーカル、新たなリード・ボーカルなどがオーバー・ダビングされた。
なお、本作は『アビイ・ロード』のB面の特徴となっているメドレー「ザ・ロング・ワン」の4曲目となっているが、当初は前曲「ミーン・ミスター・マスタード」と本作の間には「ハー・マジェスティ」が配置される予定となっていた。しかしメンバー内で考えが変わったため、「ハー・マジェスティ」はメドレーから外れることとなり、本作との繋がりを持たせるために「ミーン・ミスター・マスタード」の歌詞に登場するマスタード氏の妹の名前が「シャーリー」から「パン」に変更された。

## クレジット
※出典
- ジョン・レノン - ボーカル、12弦アコースティック・ギター、ハーモニー・ボーカル
- ポール・マッカートニー - ハーモニー・ボーカル、ベース
- ジョージ・ハリスン - リードギター
- リンゴ・スター - ドラム、タンバリン、マラカス、カウベル

## カバー・バージョン
1970年にブッカー・T&ザ・MG'sがアルバム『McLemore Avenue』でカバー。
1976年にロイ・ウッドがドキュメンタリー映画『All This and World War II』のサウンドトラックとしてカバー。
1999年にアトム・アンド・ヒズ・パッケージがアルバム『Making Love』で歌詞を変更してカバー。タイトルも「P.P. (Doo-Doo)」に変更された。